# Enrico Menduni
Enrico Menduni (Firenze, 12 giugno 1948) è un sociologo e saggista italiano, che studia i media visivi e audiovisivi (in particolare la radio, la televisione, il cinema e la fotografia), nel loro incontro con il digitale, Internet e i social media, realizza documentari, organizza mostre fotografiche e multimediali.

## Biografia
Ha conseguito la maturità classica presso il Liceo "Marco Polo" di Venezia, sezione presso il Collegio navale " Francesco Morosini". Si è laureato in Lettere moderne all'Università di Firenze con Ernesto Ragionieri nel 1973, discutendo una tesi su "Prato dalla Rivoluzione francese all'Unità d'Italia". Ha lavorato nel mondo dell'editoria e nel Dipartimento Cultura della Regione Toscana. È stato iscritto al PCI dal 1968 al suo scioglimento e ha fatto parte dell'ARCI, di cui è stato presidente nazionale dal 1979 al 1983. È stato consigliere di amministrazione della RAI dal 1986 al 1993. Giornalista professionista, ha scritto articoli e saggi di cultura, comunicazione, politica e costume e ha pubblicato un romanzo, "Caro Pci", nel 1986. Ha insegnato a contratto in vari atenei, fra cui l'Università di Roma "La Sapienza", l'Università per stranieri di Perugia e la IULM di Milano. Dal 2001, a seguito di vittoria concorsuale, è stato professore associato di Sociologia dei processi culturali (SPS/08) nell'Università di Siena; poi dal 2005 professore ordinario di Cinema, fotografia, televisione (L-ART/06) nell'Università Roma Tre, dove ha insegnato fino al 31 ottobre 2018 tenendo i corsi di Culture e Formati della Televisione e della Radio, Storia e Critica della Fotografia, Media digitali. Dal 2019 è professore straordinario in Universitas Mercatorum, dove insegna Audiovisivi digitali e coordina il Corso di laurea in DAMS.
Ha tenuto lezioni e conferenze in università europee, americane e australiane. Scrive per la radio e la televisione, cura mostre fotografiche e multimediali e collabora a documentari e film. 
Dal dicembre 2020 è presidente di ISIMM Ricerche, una piccola società di comunicazione attiva nel monitoraggio dei media.

## Opere

### Saggistica
- ”La risorsa informazione. Proposte per la radio e la tv” (1985), a cura, Roma: Editori Riuniti.
- ”Regole non scritte” (1987), Milano: Bompiani.
- ”La radio nell'era della Tv. Fine di un complesso di inferiorità” (1994), Bologna: il Mulino.
- ”La più amata dagli italiani. La tv tra politica e comunicazioni” (1996), Bologna: il Mulino.
- ”La televisione” (1998), Bologna: il Mulino (nuove edizioni 2001, 2002, 2004).
- ”L'Autostrada del Sole” (1999), Bologna: il Mulino.
- ”Educare alla multimedialità” (2000), Firenze: Giunti.
- ”Il mondo della radio. Dal transistor a Internet” (2001), Bologna: il Mulino (nuova edizione 2012).
- ”Le professioni del giornalismo” (2001), con Antonio Catolfi, Roma: Carocci.
- ”Le professioni del video” (2002), con Antonio Catolfi, Roma: Carocci.
- ”Il linguaggi della radio e della televisione” (2002), Roma-Bari: Laterza (nuove edizioni 2006 e 2008).
- ”Televisione e società italiana. 1975-2000” (2002), Milano: Bompiani.
- ”La radio. Percorsi e territori di un medium mobile e interattivo” (2002), a cura, Bologna: Baskerville.
- ”L'informazione on line. Rapporto 2005” (2005), con Stefano Gorelli, Torino: Gutenberg 2000.
- ”I media digitali” (2007), Roma-Bari: Laterza.
- ”Fine delle trasmissioni? Da Pippo Baudo a YouTube” (2008), Bologna: il Mulino.
- ”La fotografia” (2008), Bologna: il Mulino.
- ”Televisioni” (2009), Bologna: il Mulino.
- “Produrre TV. Dalla ideazione alla realizzazione nell'era digitale” (2009), con Antonio Catolfi, Roma-Bari: Laterza.
- ”Social network. Facebook, Twitter, YouTube e gli altri: relazioni sociali, estetica, emozioni” (2009), con Giacomo Nencioni e Michele Pannozzo, Milano: Mondadori Università.
- “Rivoluzioni digitali e nuove forme estetiche” (2011), con Vito Zagarrio, “Imago n. 3”, Roma: Bulzoni editore.
- ”La grande accusata. La televisione nei romanzi e nel cinema” (2012), Bologna: Archetipo.
- Entertainment. Spettacoli, centri commerciali, talk show, parchi a tema, social network, (2013), Bologna, il Mulino,ISBN 9788815244758
- "Televisione e radio nel XXI secolo" (2016), Roma-Bari: Laterza.
- "Andare per treni e stazioni" (2016), Bologna: il Mulino.
- "Videostoria. L'Italia e la tv 1975-2015" (2018), Milano: Bompiani.
- "Sembrava solo un’influenza. Scenari e conseguenze di un disastro annunciato”, con Lella Mazzoli (2020), Milano: Franco Angeli.

### Romanzi
- Caro Pci (1986), Milano: Bompiani.

### Mostre fotografiche e multimediali
- “War is Over. L’Italia della Liberazione nelle immagini dell’U.S. Signal Corps e dell’Istituto Luce, 1943-1946” (Istituto Luce-Musei di Roma; Roma, Milano, Forte dei Marmi, Eboli, 2015-16), con Gabriele D’Autilia. Catalogo ContrastoBooks, Roma, ISBN 9788869656422
- “Pino Settanni. Viaggi nel quotidiano dal cinema alla realtà, 1966-2005” (Istituto Luce; Roma, Teatro dei Dioscuri al Quirinale, 2017), con Gabriele D’Autilia. Catalogo ContrastoBooks, Roma, ISBN  9788869657122
- “La Liberazione di Bologna. Una inedita interpretazione a colori” (Unipol-Istituto Luce, Bologna 2018)
- “Il sorpasso. Quando l’Italia si mise a correre, 1946-1961” (Istituto Luce-Musei di Roma-CSAC Università di Parma, Roma, Parma, 2018-2019), con Gabriele D’Autilia. Catalogo Silvana Editoriale, Cinisello Balsamo, ISBN 9788836640683
- “Lontano. Caio Mario Garrubba fotografie” (Istituto Luce, Roma, Galleria nazionale d’arte moderna, 2019), con Gabriele D’Autilia.  Catalogo ContrastoBooks, Roma, ISBN 8869657892
- “Sicilia Sottosopra. Gianfranco Ayala” (Istituto Luce, Roma, Teatro dei Dioscuri al Quirinale, 2020). Catalogo 40due Edizioni, Palermo, ISBN 9788898115358
- “Adolfo Porry-Pastorel, l’altro sguardo: nascita del fotogiornalismo in Italia” (Istituto Luce-Musei di Roma, Roma, Museo di Roma a Palazzo Braschi, 2021). Catalogo Electa, Milano, ISBN 9788892821224
- “Anni interessanti. Momenti di vita italiana,1960-1975” (Istituto Luce-Musei di Roma- CSAC Università di Parma, Roma, Museo in Trastevere, 2022). Catalogo Electa, Milano, ISBN 9788892822368

### Film documentari
- “Il rosso dipinto di blu”, autore, 2012
- “Profezia. L’Africa di Pasolini”, direzione artistica, 2013
- “L’ultima voce. Guido Notari”, regia e sceneggiatura, 2015
- “Tutto scorre”, regia, 2020